# Hakurozan Yuta
Hakurozan Yūta (japanisch 白露山 佑太, eigentlich Batras Felixowitsch Boradsow, russisch Батраз Феликсович Борадзов; * 6. Februar 1982 in Ordschonikidse, Nordossetische ASSR, Russische SFSR, Sowjetunion) ist ein ehemaliger Sumōringer ossetischer Abstammung aus Russland. Er ist der jüngere Bruder von Rohō Yukio.
Wie sein älterer Bruder Rohō hat auch Hakurozan vor seiner Sumōkarriere Erfahrungen im Ringen gemacht. Sein Debüt gab er beim Sommerturnier 2002 in Tokio zusammen mit einem weiteren Kämpfer aus Russland namens Amuru.
Sein Aufstieg lief langsamer ab als der von Rohō. So bestritt er seinen ersten Kampf in der Jūryō-Division erst im Herbstturnier 2004 und in der Makuuchi-Division im Juli 2005. Dort konnte er sich aber nur wenig in Szene setzen und bewegte sich meist im hinteren Mittelfeld der Maegashira-Ränge und stieg zwischendurch in die Jūryō ab. Sein höchster erreichter Rang war Platz 2 der Maegashira-Ostgruppe im Juli 2006.
Hakurozan wog zu seiner aktiven Zeit bei einer Größe von 1,89 m etwa 137 kg. Sein Kampfstil ist dem seines Bruders ähnlich. Meistens gewann er mit Yorikiri, Hatakikomi oder Uwatenage.
Vor dem Septemberturnier, Aki Basho, 2008 in Tokio wurden er und sein Bruder Rohō vom Sumōverband aufgrund des Nachweises von Drogenkonsum entlassen. Zuvor wurde bereits ein weiterer russischer Ringer, Wakanoho von der Polizei wegen Besitzes von Marihuana festgenommen. Auch er wurde umgehend aus dem Sumōverband entlassen.